# Прапор Красносілки
Прапор Красносілки — офіційний символ села Красносілка.